# سوجا (أوكاياما)
مدينة سوجا (بالإنجليزية: Sōja)‏ هي أحد المدن التابعة لمحافظة أوكاياما. تأسست رسميًا في 31/03/1954. ويقدر عدد سكانها بـ 66789 نسمة حسب تقدير مكتب الإحصاء الياباني لعام 2012. تبلغ مساحة سوجا 212 كم2. بكثافة سكانية تبلغ 315 نسمة/كم2.

## توأمة
لسوجا (أوكاياما) اتفاقيات توأمة مع:
- تشينو

## أعلام
- ريوتارو هاشيموتو
- ساتوشي شيميزو